# Tous les maux d'amour
 (juillet 2021).
Singles de Norma Ray
Remember
(1998) Emporte-moi
(1999)
Pistes de Poussières d'étoiles
Intro Lorsque vient la nuit
Tous les maux d'amour est une chanson de Norma Ray, premier extrait du premier album studio Poussières d'étoiles.
La chanson est écrite et composée par Jean Fredenucci et Norma Ray et contient des passages de Pavane par Gabriel Fauré. Le titre sort le 26 janvier 1999 et atteint la 8e place du classement en France. En Belgique, le titre atteint  la 17e place du classement.

## Clip vidéo
Le vidéoclip montre la chanteuse dansant et chantant dans un bal masqué donné dans un château.

## Format et liste des pistes
CD single
1. Tous les maux d'amour — 3:36
2. Tous les maux d'amour (Instrumental)  — 3:36
3. Tous les maux d'amour (Club Mix)  — 3:54

Maxi 45 tours
- Face A

1. Tous les maux d'amour (Club Mix)  — 3:54

- Face B

1. Tous les maux d'amour — 3:36

## Crédits
- Arrangements - Arnaud Aubaille, Jean Fredenucci
- Claviers et programmations - Arnaud Aubaille
- Ingénieur du son et mixage - Nicolas Garin
  - Assistant - Christian "Ninjamix" Lieu
- Mastering - Raphaël Jonin à Dyam, Paris
- Photographie - Philippe Garcia
- Styliste - Isabelle Bardot
- Design - Arsenic

## Classement
| Classement (1999) | Meilleure position |
| ----------------- | ------------------ |
| France (SNEP)     | 8                  |

## Reprise
Singles de S Club 7
Reach
(2000) Never Had a Dream Come True
(2000)
Pistes de 7
Reach I'll Keep Waiting
La chanson est reprise en anglais par S Club 7 dans leur album 7 (2000) sous le titre Natural. L'adaptation anglaise est écrite par Cathy Dennis et Andrew Todd.

### Format et liste des pistes
Maxi CD
1. Natural (Single version) — 3:15
2. Natural (Crash N Burn mix) — 5:57
3. Natural (Almighty mix) — 7:18
4. Natural (Full Crew mix) — 4:55
5. Natural (Sharp Boys club vocal remix) — 6:59

 Maxi CD
1. Natural (Single version) — 3:15
2. If It's Love — 4:08
3. You're My Number One (Almighty mix) — 10:44

### Crédits
- Arrangements - Arnaud Aubaille
- Autres instruments et réalisation additionnelle - Absolute
- Batterie - Yak Bondy
- Claviers - Yak Bondy, Cathy Dennis
- Cor anglais - Kate St. John
- Guitare - Gus Isidore